# Људмила Хазијева
Људмила Хазијева (рус. Людмила Валиевна Хазиева; 3. новембар 1947 — 26. август 2018) је била совјетска пливачица.

## Биографија
Рођена је 3. новембра 1947. у Харкову где је дипломирала на Политехничком институту. Освојила је шест националних титула између 1964. и 1966. године, углавном у мешовитој дисциплини, и бронзану медаљу на Европском првенству 1966. Такмичила се током 1990-их и освојила је једну националну титулу 1992. године. Удала се за Алексеја Баркалова са којим је имала сина Дмитрија који је играо такмичарски ватерполо. Убијен је 2001. када је имао тридесет и две године. Преминула је 26. августа 2006. у Кијеву.